# Climent Garau Juan
Climent Garau Juan (Porreres, 15 de juny de 1897 - Palma, 23 de setembre de 1936), de malnom Marió, fou un polític mallorquí. Fill de Climent Garau Mora i Maria Juan Julià, va ser el quart de cinc germans. Va estudiar a l'escola pública del poble i ben aviat desvetllà l'interès per la pintura, cosa que li va fer abandonar les tasques a la fusteria i el conreu de les terres per anar a treballar com a dibuixant a la fàbrica S'Alfombrera de Palma. Abans de la guerra, deixà la feina de ciutat per obrir una fusteria amb el seu germà. Dia 2 d'octubre de 1926 es casà amb Maria Escarrer Barceló, amb qui tengué tres fills: Climent, Gabriel i Joan.
La figura de Climent Garau és una mostra de l'esperit democràtic, laic, republicà i associatiu que es desenvolupà a partir de la proclamació de la Segona República. Va ser col·laborador de les revistes locals: 
- Porreras
- La Voz de Porreras

Va ser president de la lliga d'agricultors de Porreres i de la societat El Porvenir. Com a polític, va ser membre del Partit Republicà Federal i fundador de l'Esquerra Republicana Balear de Porreres. El març del 1936 va ser nomenat batle i president de la Comissió Gestora del Front Popular. Amb l'esclat de la guerra civil el juliol de 1936, Climent Garau va haver de fugir. Juntament amb el seu germà, s'amagaren a diversos indrets de foravila fins que els capturaren dia 22 de setembre. Després de patir tortura, vexació i humiliació foren traslladats al camí dels Reis de Palma on els exacutaren la nit del 23 de setembre.
Dia 6 de febrer de 2005 Climent Garau Juan va ser nomenat fill il·lustre de la vila de Porreres.